# Partida de Copons
Copons és una partida de terra del terme municipal de Reus, a la comarca catalana del Baix Camp.
Ocupa tota la part alta del Barranc de la Barraqueta, que allí se'n diu Barranc dels Copons. És un petit territori amb desnivells que van entre els 200 i els 250 metres sobre el nivell del mar. És un terreny eixut, on predominen els propietaris de Maspujols. És terra d'olivers i avellaners. Pel nord toca amb el Camí Travesser o Camí de la Drecera, que ve dels Cinc Camins, i amb el terme de l'Aleixar. Cap a l'oest fa límit amb el terme de Riudoms. Al sud té la partida anomenada Terme de Reus, i a l'est toca a Monterols, quan s'és a la part superior del Barranc del Tecu. També s'hi accedeix pel Camí de Copons.